# Terran Petteway
Terran Petteway (Galveston, 8 ottobre 1992) è un cestista statunitense.

## Carriera

### 2016/17: Pistoia
Fa il suo esordio in Italia nella stagione 2016-17, ingaggiato dalla Pistoia Basket 2000. Il 20 novembre 2016, in occasione della gara casalinga contro l'Aquila Basket Trento, mette a segno la sua migliore prestazione italiana, con 43 punti (10/14 da tre) e 7 rimbalzi. Conclude la stagione regolare con 14,6 punti di media. Disputa anche quattro gare nei play-off scudetto: nonostante l'eliminazione della sua squadra per 1-3 al primo turno contro Venezia, Petteway disputa ottime partite, andando sempre in doppia cifra, con un massimo di 26 punti nell'unica vittoria dei suoi colori in gara 3.

### 2018/19: Sassari
Dopo una parentesi di un anno, torna in Italia nelle file della Dinamo Sassari per la stagione 2018/19 . Dopo aver giocato le prime dieci giornate con una media punti discreta (12,3 a partita), in occasione della trasferta di Avellino la società sarda comunica la propria volontà di non convocare l'atleta, scelta che verrà reiterata anche per gli impegni successivi. Nonostante il giocatore venga messo fuori rosa e venga persino sostituito sul campo dal nuovo acquisto Justin Carter, la società sarda decide comunque di non cederlo e di non rescindere il suo contratto, pur non schierandolo più in campo né nel corso della FIBA Europe Cup, vinta peraltro dalla Dinamo, né per il resto della stagione regolare di LBA.

### 2019-20: il ritorno a Pistoia
A fine luglio 2019 la società toscana comunica la firma del giocatore.

## Palmarès

### Squadra
- Match des Champions: 1

Nanterre: 2017

### Individuale
- MVP Match des champions:1

Nanterre: 2017